# Mniochloa
Mniochloa es un género de plantas herbáceas perteneciente a la familia de las poáceas. Es originario de Cuba.

## Etimología
El nombre del género deriva del griego mnio (musgo) y chloé (hierba), aludiendo a hierbas musgosas. 

## Especies
- Mniochloa pulchella
- Mniochloa strephioides